# Caccobius signatipennis
Caccobius signatipennis är en skalbaggsart som beskrevs av Edgar von Harold 1867. Caccobius signatipennis ingår i släktet Caccobius och familjen bladhorningar. Inga underarter finns listade.